# Île Annenkov
Pour les articles homonymes, voir Annenkov.
L’île Annenkov est une île inhabitée, faisant partie du territoire britannique d'outre-mer de Géorgie du Sud-et-les îles Sandwich du Sud, située à treize kilomètres de la côte sud-ouest de la Géorgie du Sud, et au nord-est des îles Pickersgill. De forme irrégulière, elle est longue de six kilomètres et a une altitude maximale de 650 mètres. 
Elle est découverte en janvier 1775 par une expédition britannique placée sous le commandement du capitaine James Cook, qui la nomme « île Pickersgill » - le lieutenant Richard Pickersgill était l'un des officiers du Resolution. Observée à nouveau en 1819 par l'expédition russe de Belligshausen, à bord du Vostok, elle reçoit le nom d'île Annenkov, en l'honneur de Mikhaïl Nikolaïevitch Annenkov alors lieutenant sur le navire.
C'est aujourd'hui l'une des seules îles de l'archipel de Géorgie du Sud où l'on n'observe pas de rats bruns (Rattus norvegicus) introduits par l'homme. Elle abrite environ cinq cents couples d'albatros hurleurs. C'est un site protégé et il n'est possible d'y aborder qu'avec l'autorisation de l'administration de Géorgie du Sud située à Grytviken.